# Solanum baretiae
Solanum baretiae — вид квіткових рослин роду Паслін (Solanum) родини Пасльонові (Solanaceae).

## Етимологія
Вид названо на честь Жанни Барре, коханки та помічниці ботаніка Філібера Коммерсона; першої відомої жінки, що здійснила навколосвітню мандрівку у 1766—1776 роках.

## Поширення
Ендемік Перу. Відомий лише по типовому місцю знаходження поблизу міста Кахамарка в провінції Контамуза регіону Кахамарка на північному заході країни.